# Adolf Eckstein
Adolf Eckstein nebo Adolph Eckstein (1842, Carani – 10. prosince 1904, Lichterfelde) byl německý heliorytec, fotograf, vydavatel a novinář. Kolem roku 1900 provozoval vlastní fotografický ateliér v Charlottenburgu.
Na počátku 20. století byl majitelem majitel Adolf Eckstein Verlag vydavatel a redaktor Paul Friedeberger (1891–1978). Jako Žid byl pronásledován národními socialisty, ale přežil holokaust emigrací do Brazílie.

## Publikace (výběr)
- Das Kunstgewerbe. Die Kunstgewerbetreibenden in Wort und Bild (Umění a řemesla slovem a obrazem), Berlín: A. Eckstein, [um 1900]
  - Samostatný tisk z velkolepého díla "Umění a řemesla, umění a řemesla slovem a obrazem" / Wilhelm Lambrecht, 4 listy, ilustrované, Berlín: Eckstein, [ca. 1941] Eckstein, (asi 1941)
- Werkstätten für Kunst und Kunstgewerbe 1887–1912 (Dílny pro umění a užité umění 1887-1912, časopis Deutsche Industrie – Deutsche Kultur, roč. 9, č. 3), Berlín: Eckstein [1913]

## Galerie

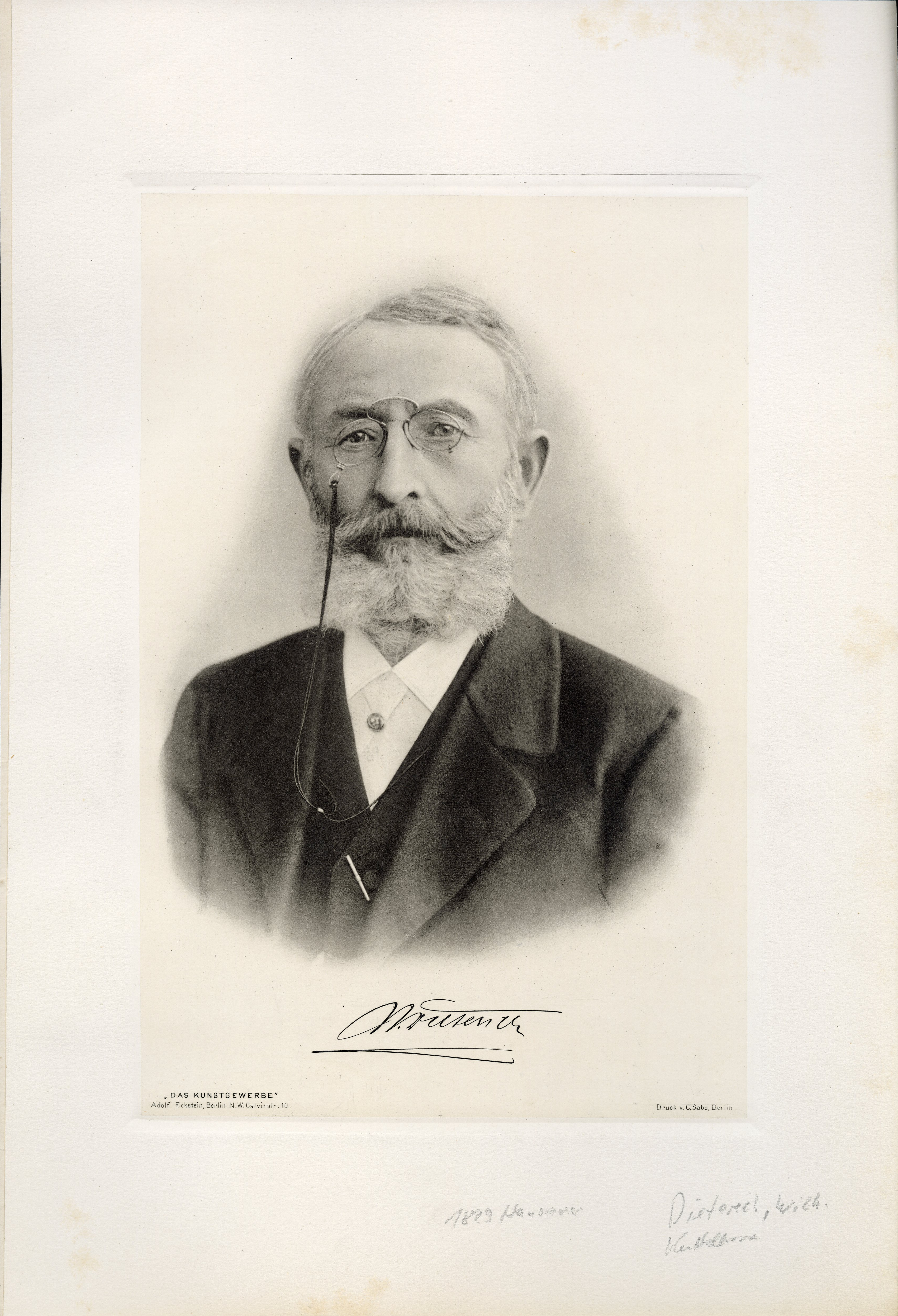
Stavitel mostů a průmyslník Wilhelm Dieterich, hlubotisk z tiskárny Carl Sabo, Berlín, cca 29 cm × 42,5 cm
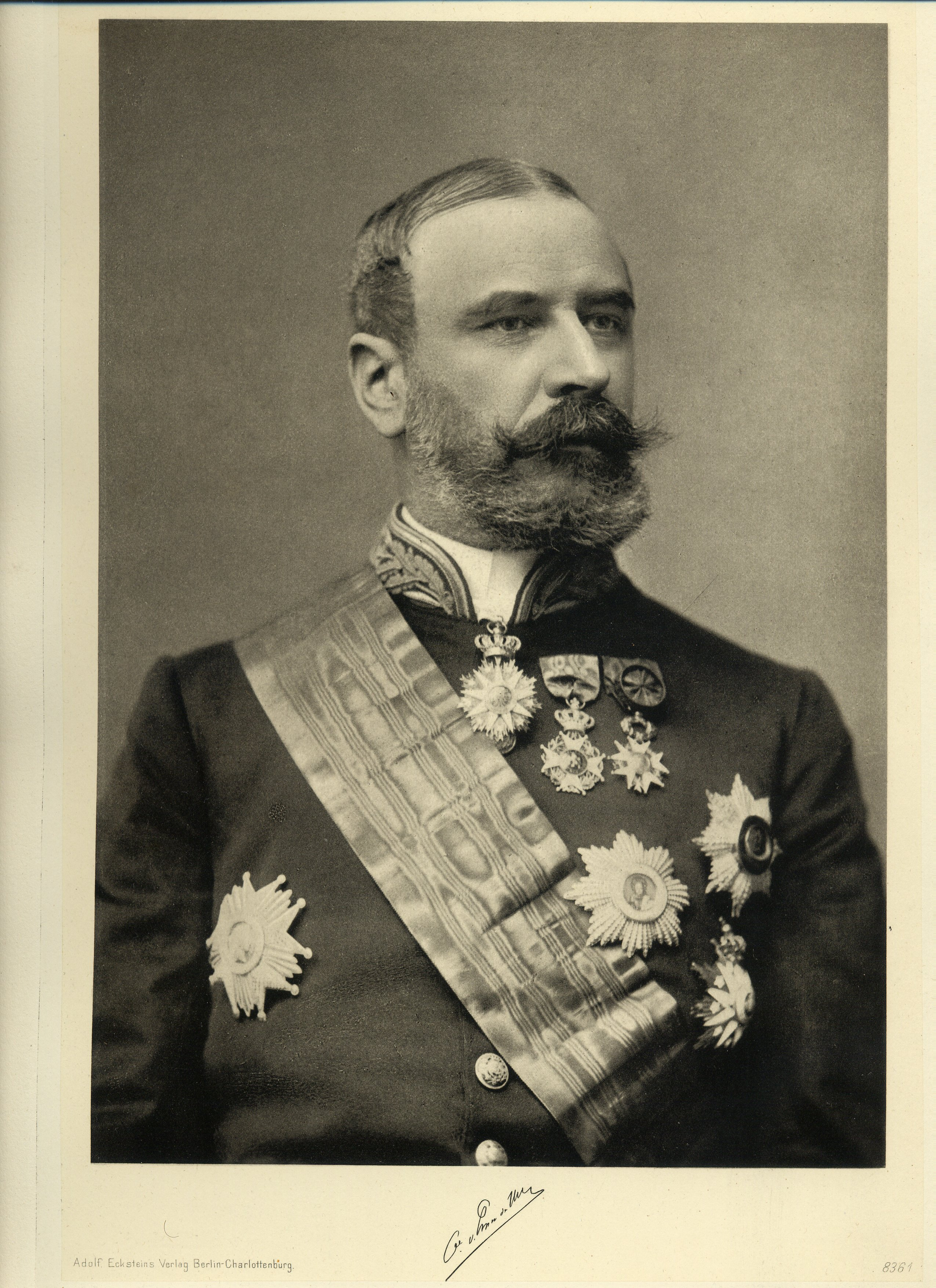
Belgický premiér Paul de Smet de Naeyer
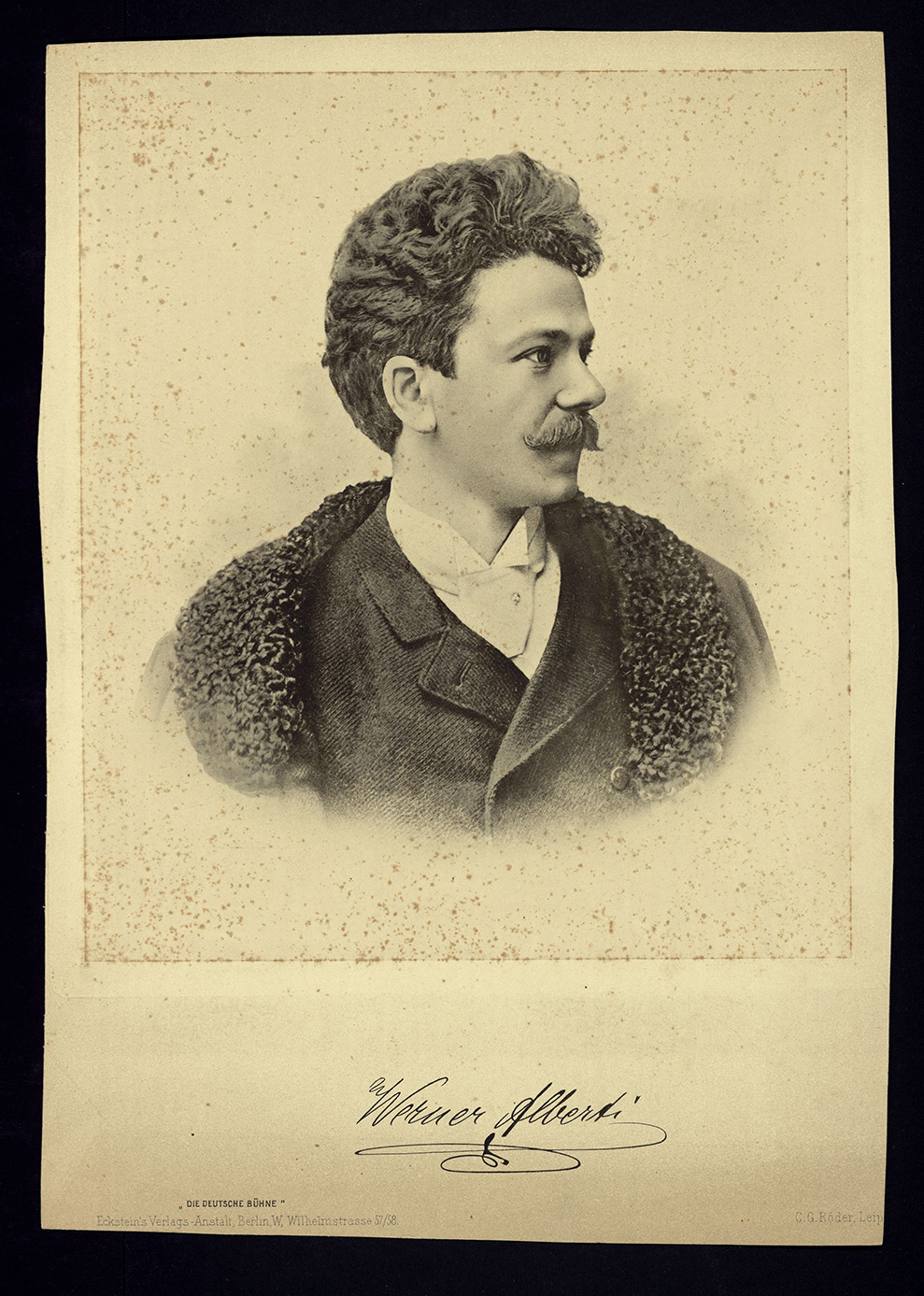
Litografie "Eckstein's Verlags-Anstalt" operního pěvce Wernera Albertiho s umělcovým faksimilním podpisem
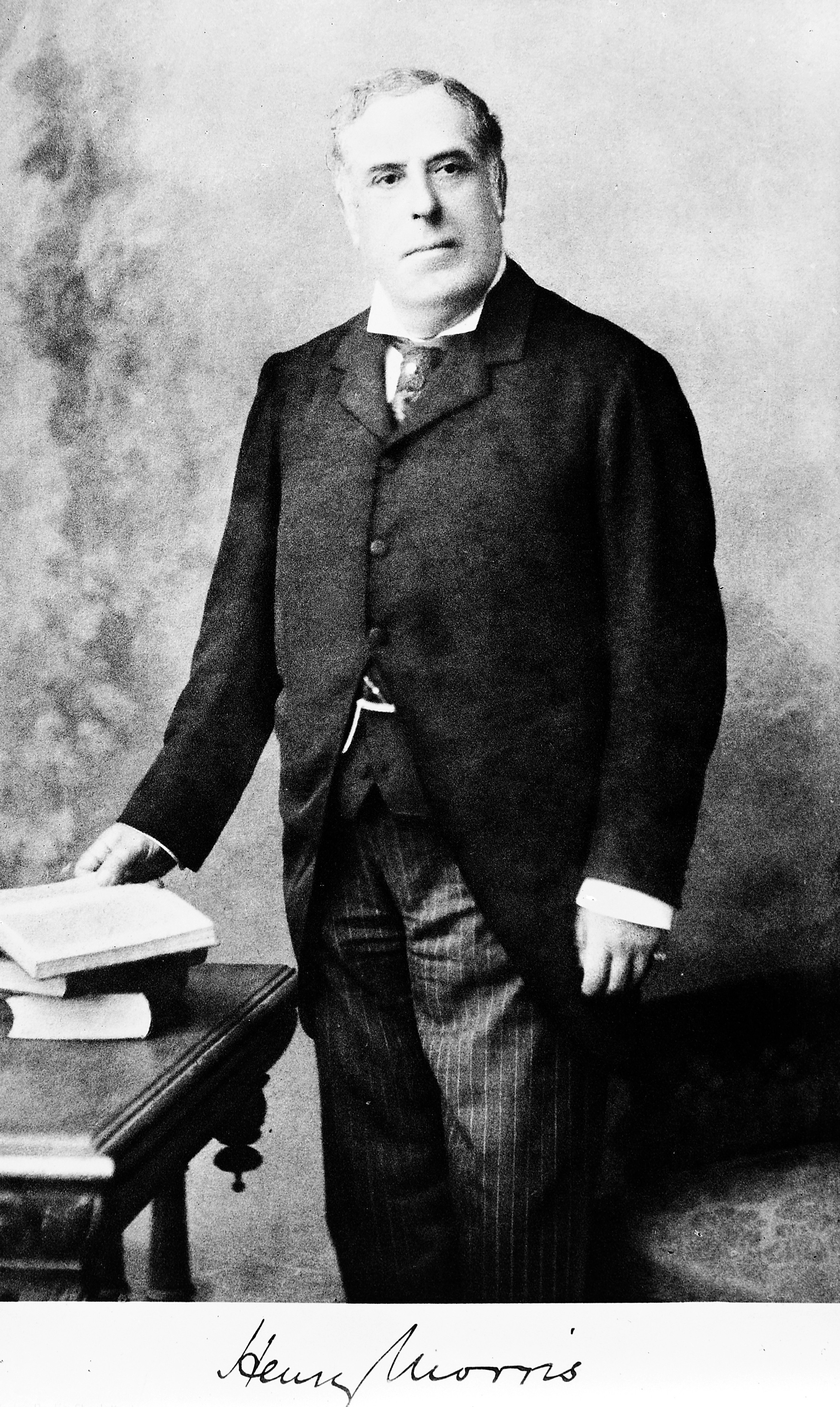
Britský lékař sir Henry Morris
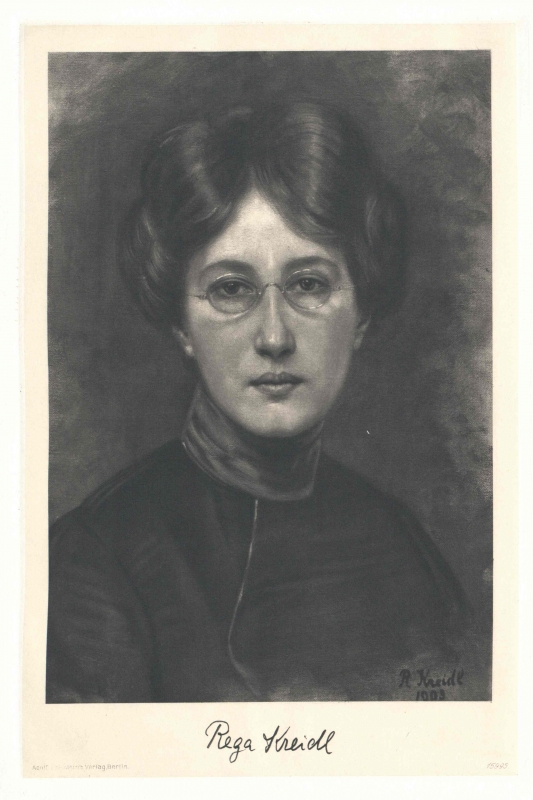
Hlubotisk rakouské malířky Reginy Kreidlové
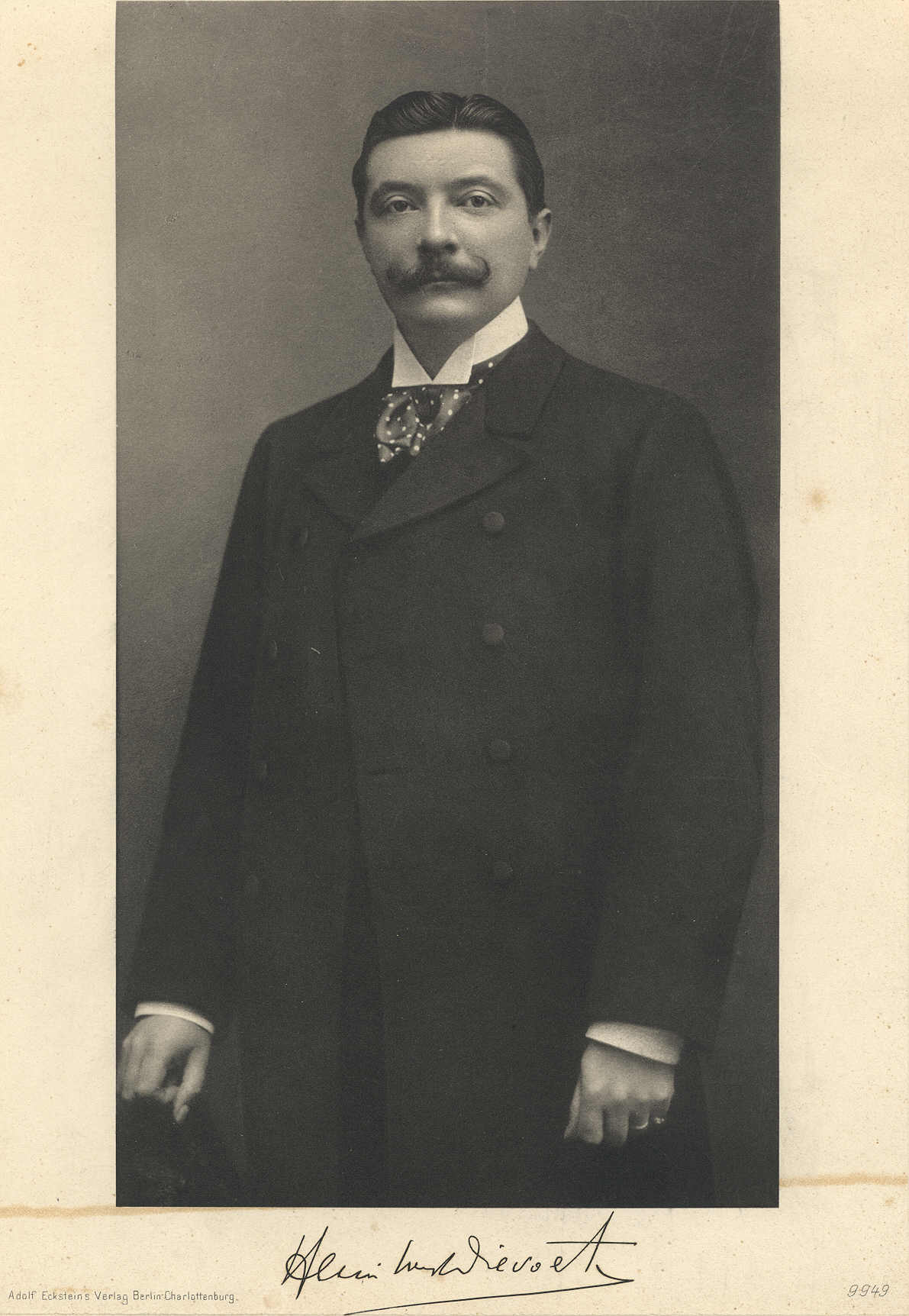
Belgický architekt Henri van Dievoet